# Hacia la luz
Hacia la luz (光 Hikari) es una película dramática japonesa estrenada en 2017 dirigida y escrita por Naomi Kawase. Fue seleccionada para competir por la Palma de Oro en la sección principal del Festival de Cannes en 2017, logrando ganar el Premio del Jurado Ecuménico. Ese mismo año, fue presentada en la Sección Oficial del SEMINCI de Valladolid y del Festival Internacional de Cine de Toronto. En 2018, ha sido candidata en los Premios Goya a Mejor película europea debido a su producción francesa. 

## Sinopsis
Masako (Ayame Misaki) trabaja creando audiodescripciones de películas. Su pasión y compromiso por su trabajo le llevan a crear guiones llenos de colores y texturas con el fin de hacerlas lo más accesible posible para el público invidente. En una de las proyecciones previas al estreno, conoce a Masaya (Masatoshi Nagase), un reconocido fotógrafo que ha comenzado a perder la vista. Masaya, de fuerte carácter, será el único en criticar con firmeza sus guiones, haciendo ver a Masako la frialdad de sus cuidadas descripciones. Pese a las diferencias que surgen entre ellos, ambos lograrán crear una férrea relación que les permitirá explorar un mundo antes invisible a sus ojos.

## Reparto
- Ayame Misaki: Misako Ozaki
- Masatoshi Nagase: Masaya Nakamori
- Tatsuya Fuji: Kitabayashi y Juzo
- Kazuko Shirakawa: Yasuko Ozaki (madre de Misako)
- Kanno Misuzu: Tomoko & Tokie
- Mantarô Koichi: Sano
- Chihiro Otsuka
- Kazuko Shirakawa
- Noémie Nakai

## Premios y festivales
- Festival de Cannes (Sección Oficial) - Premio del Jurado Ecuménico
- Festival Internacional de Cine de Toronto (Sección Oficial)
- SEMINCI de Valladolid (Sección Oficial)
- Premios Goya - Candidatura a Mejor película europea

## Recepción
La película recibió un 55% de ratio de aprobación en Rotten Tomatoes y una puntuación de 52 sobre 100 en Metacritic, señalando "reseñas variadas o dentro del promedio" . La película logró recaudar 77.224,04 € en España y tuvo un total de 13.794 espectadores en las taquillas españolas. Ha recibido, además, valoraciones positivas por parte de la crítica profesional. Según Luis Martínez, del diario El Mundo, Hacia la luz "posee la brillantez de las metáforas perfectas" . Internacionalmente, ha sido también reconocida, como escribe Peter Bradshaw, Hacia la luz es "Una visión del poder de la vista (...) Amable, atenta, reflexiva" , otorgándole tres estrellas sobre cinco. No obstante, ha recibido asimismo valoraciones negativas. Para Guy Lodge en Variety, la película proporciona "una reflexión hermosa y sincera, pero sensiblera, sobre el poder de las imágenes (...) La preocupación temática (...) es interesante y reflexiva. Pero la ejecución carece del rigor visual y emocional de las películas más imponentes de Kawase" .